# Dendropsophus timbeba
Dendropsophus timbeba és una espècie de granota de la família dels hílids. Viu a l'oest del Brasil, a l'estat d'Acre, encara que probablement es distribueix més àmpliament. Localment és abundant i les seves poblacions es mantenen estables.
Habita a la selva; no se sol trobar en hàbitats pertorbats per humans (pot viure en àrees deforestades) i al voltant de masses d'aigües temporals, tot i que és on es reprodueix. Apareix en nombroses àrees protegides i no té amenaces destacables.